# ATC-togstop
ATP-togstop er et togkontrolsystem, som er en reduceret variant af ATC, som bruges på regionalbaner, hvor hastigheden maksimalt er 120 km/t.

## Baggrund og historie
Efter ulykken ved Kølkær den 2. marts 2000, udarbejdede Banestyrelsen "Oplæg om jernbanesikkerhed". Her blev bl.a. skitseret et forslag om ATC-togstop som et alternativ til ATC. Formålet var at få et simplere og dermed meget billigere og system end ATC uden det gik for meget ud over sikkerheden. I starten regnede man med, det ville koste ca. 1/4 af prisen af ATC, men efterfølgende blev prisen vurderet til 1/3 af prisen for ATC's faste anlæg (togene anvender de samme mobile ATC-anlæg med fuld funktionalitet). Uheldsomkostningerne skønnede man ville blive reduceret med 59% i forhold til ATC's 63%.
Projektet blev besluttet ved et politiske forlig den 8. november 2000. Man startede med et pilotprojekt imellem Esbjerg og Varde og under det projekt blev der afsløret nogle problemer. Det ene problem skulle løses ved videreudvikling af ATP-balisen, så de kunne kodes efter forholdene. Videreudviklingen blev færdig i 2002, men leverandøren Siemens kunne først levere baliserne i starten af 2004. Derefter kunne man efter et par års ekstra ventetid installere systemet på strækningerne Vejle – Struer, Esbjerg – Holstebro og Odense – Svendborg, samt Århus – Grenaa som blev inddraget i projektet i forbindelse med udskiftning af sikringsanlæggene i 2003. ATC-togstop blev taget i brug på de to første strækninger den 19. december 2004 og de to sidste i januar 2005.

## Teknikken
I forhold til ATC er der fjernet mange funktioner, som ikke blev anset for nødvendig ved hastigheder op til 120 km/t. 
- Det vises ikke noget i førerrumssignalet – andet end at ATC-togstop er aktiv (vises som reduceret ATC)
- Hastighedsnedsættelser signaleres overvåges ikke. Kun overholdelse af strækningshastigheden overvåges.
- Signaler for overkørsler på fri bane overvåges ikke. Men overkørsler på stationer overvåges indirekte via signalerne på stationen.
- Der er heller ikke overvågning af evt. andre signaler mellem stationerne.

Til overvågning af indkørsel til en station anvendes et par ATC-baliser. Den første balise er placeret ca. 800 m før stationens indkørselssignal ved det signal, der forsignalerer indkørselssignalets visning, og den næste ved indkørselssignalet. De udsender telegrammer efter om toget skal standse foran indkørselssignalet, skal stoppe inde på stationen eller må køre igennem. Telegrammet til togets anlæg angiver, hvor langt der er til næste farepunkt – det er ikke afstanden til signalet, men denne afstand og den sikkerhedsafstand der er efter signalet, (hvor der senest skal standses). Togets computer udregner en bremsekurve til det punkt og overvåger at lokomotivføreren nedbremser korrekt (i princippet at bremsekurven overholdes). Hvis det ikke sker, advares lokomotivføreren først, derefter nedbremses toget.
Til overvågning af udkørsel fra et perronspor på en station er der en eller to ATP-balise. Der er altid en balise ved signalet, men der kan være en ekstra ved slutning af perronen, hvis der er stor afstand hen til signalet. Formålet med de to baliser er, at anlægget i toget hurtigt kan blive opdateret med signalets visning og derved kan toget hurtigt komme op i fart ved udkørsel. ATP-baliser kan kun afgive 2 telegrammer alt efter om udkørsel er tilladt eller ej. Hvis der fx skal rangeres på en station, hvor signalet skal passeres, kan lokomotivføreren trykke sig forbi. Men efter passagen af signalet overvåges hastigheden til 40 km/t.